# Isaline Samyn-Delmotte
Isaline Luisa Madeleine Samyn-Delmotte (Marseille, 20 maart 1926) is een Belgische decoratrice. Ze had een Gentse vader en een Franse moeder, en bracht haar jeugd door in de Alpen en aan de Azurenkust.

## Opleiding
Zij studeerde kunst aan de Academies voor Schone Kunsten van Lyon en van Gent.

## Werk
Aanvankelijk bestond haar werk uit houtgravures en kunstceramiek, daarna realiseerde ze uitsluitend decoratieve panelen.
Verscheidene van haar werken bevinden zich te Amsterdam, Brussel, Gent, Den Haag, Parijs, Rijsel, enz.

## Tentoonstellingen
- 1953: Galerie Elmar Gent
- 1955: Het Museum voor Sierkunst te Gent (nu Design Museum Gent).